# Burbaixski Sardigan
Burbaixski Sardigan - Бурбашский Сардыган (rus) - és un poble de la República del Tatarstan, a Rússia. El 2010 tenia 264 habitants.